# Bellsches Raumschiffparadoxon
Das bellsche Raumschiffparadoxon ist ein Paradoxon zur Längenkontraktion in der Relativitätstheorie. Es wurde erstmals von E. Dewan und M. Beran (1959) beschrieben und gelöst und erlangte eine größere Bekanntheit durch die Beschreibung von John Bell (1976). Zu ähnlichen Gedankenexperimenten siehe Paradoxon der Längenkontraktion und Ehrenfestsches Paradoxon.

## Erläuterung

Bild 1: Oben: Aus der Sicht des im Labor ruhenden Beobachters (S) bleibt die Distanz zwischen den Raumschiffen aufgrund derselben Beschleunigung konstant, doch das Seil kontrahiert und reißt. Unten: Im Ruhesystem der Raumschiffe (S') hat sich die Distanz zwischen den Raumschiffen während der Beschleunigungsphase vergrößert, während die Seillänge unverändert bleibt. Folglich reißt es auch hier.

Bild 2: Variante mit vertikaler Beschleunigung im Sinne Bells. Schiff A in S sendet Signale nach B und C, die dort gleichzeitig ankommen und die identische Beschleunigung von B und C auslösen.

Die Längenkontraktion, auch Lorentzkontraktion genannt, ist ein Phänomen der relativistischen Physik. Jeder bewegte Maßstab ist in Bewegungsrichtung kürzer als ein gleicher, ruhender Maßstab. Diese Verkürzung entzieht sich unserer Alltagserfahrung, da sie sich erst bei Geschwindigkeiten bemerkbar macht, die im Vergleich zur Lichtgeschwindigkeit ins Gewicht fallen.
Dewan und Beran (1959, Bild 1) und Bell (1976, Bild 2) betrachteten dazu das folgende Gedankenexperiment: Zwei Raumschiffe beginnen, von einem ruhenden Beobachter im Inertialsystem S aus gesehen, gleichzeitig aus dem Stand heraus bis zu einer Maximalgeschwindigkeit zu beschleunigen, und zwar in dieselbe Richtung, parallel zu ihrer Verbindungslinie. Ein zweites Inertialsystem S' wird so gewählt, dass die Raketen nach ihrem Beschleunigungsvorgang im Inertialsystem S' in Ruhe sind. Zwischen den beiden Raketen ist zudem ein Seil gespannt, das bei der geringsten Abstandsvergrößerung reißt.
1. Frage: Reißt das Seil, wenn seine Befestigungspunkte und jedes Teilstück des Seils in genau gleicher Weise, aus der Sicht des ruhenden Beobachters, bis zur selben Endgeschwindigkeit beschleunigt werden? Da die Befestigungspunkte gleich beschleunigt werden, bleibt ihr Abstand {\displaystyle L} für den ruhenden Beobachter unverändert. (Dies steht nicht im Widerspruch zur Längenkontraktion des Abstandes zwischen den Raketen, denn wie sich bei der folgenden 2. Frage herausstellen wird, ist die Ruhelänge zwischen den Raketen in S' größer geworden. Diese vergrößerte Ruhelänge ist aus Sicht von S bewegt und folglich der Längenkontraktion unterworfen, wodurch sie hier gleich bleibt.) Das Seil ist ebenfalls bewegt, und da sich seine Ruhelänge nicht ändert, ist sie aufgrund der Längenkontraktion kürzer geworden. In Ruhe müsste es daher länger als {\displaystyle L} sein, um vom einen Befestigungspunkt zum anderen zu reichen. Das Seil reißt also.
2. Frage: Wenn aus Sicht der Raketenbesatzungen die Beschleunigungen gleich wären, dann würde sich ihr Abstand nicht ändern. Und da das Seil gegenüber den Besatzungen ruhen würde, würde es nicht seine Länge ändern. Warum reißt es dann aus Sicht der Raketenbesatzung? Die Auflösung dieses scheinbaren Widerspruchs ist, dass aus der Sicht der Besatzungen beide Beschleunigungen aufgrund der Relativität der Gleichzeitigkeit eben nicht gleich sind. Ihre Uhren wurden durch die Beschleunigung desynchronisiert, während sie aus Sicht des ruhenden Beobachters zwar verlangsamt, jedoch weiterhin synchron zu gehen scheinen. Für beide Besatzungen beschleunigt deshalb die hintere Rakete langsamer und erreicht erst nach der vorderen Rakete ihre Endgeschwindigkeit. Wird beispielsweise jedes Triebwerk zweimal kurz gezündet und finden beide Schubphasen für den ruhenden Beobachter gleichzeitig statt, dann findet der zweite Schub für die dann schon bewegten Besatzungen nicht gleichzeitig statt, sondern bei der vorderen Rakete früher als bei der hinteren. Die Schübe ereignen sich aus Sicht der Besatzungen zwar bei den gleichen Uhranzeigen in beiden Raketen, jedoch bei der vorderen Rakete in kürzerer Zeit, sie ist in kürzerer Zeit beschleunigt und daher am Ende bei gleicher Endgeschwindigkeit weiter von der hinteren Rakete entfernt als vor der Beschleunigung. Auch beide Besatzungen sehen das Seil reißen aufgrund des vergrößerten Abstandes zwischen den Raketen.

## Herleitung

### Beschleunigte Raumschiffe

Geometrische Darstellung der Lorentz-Transformation mittels symmetrischem Minkowski-Diagramm: Die roten Linien sind die Weltlinien der Befestigungspunkte A und B, die in dieselbe Richtung auf die gleiche Weise beschleunigt werden. Die blauen Linien sind gleichzeitige Messungen in S, die grünen Linien gleichzeitige Messungen in S'. Länge ist nach der Beschleunigung deutlich größer als die vorherige Länge in S', und auch größer als die unveränderte Länge in S. Die strichlierten Linien entsprechen dem gerissenen Seil aus Sicht von S und S'.

Analog zum Ehrenfestschen Paradoxon kann auch beim Bellschen Raumschiffparadoxon die Vergrößerung des Raketenabstandes {\displaystyle L'=\gamma L} im Ruhesystem (wo {\textstyle \gamma =1/{\sqrt {1-v^{2}/c^{2}}}}) bzw. der Zusammenhang mit der Lorentzkontraktion durch eine Anwendung der Lorentz-Transformation demonstriert werden.
Es sei ein Inertialsystem S gegeben, mit folgenden Ruhelängen für das Raketen-Seil-Ensemble:
L1 ist die Länge beider Raketen;
L2 = B − A, wo A und B die jeweiligen Befestigungspunkte des Seils an den Raketen sind;
L3 ist die Länge des Seiles.
Das Ensemble wird nun beschleunigt und kommt im Inertialsystem S' zur Ruhe. Aufgrund des Relativitätsprinzips entsprechen die chemischen und intermolekularen Bindungskräfte im Material der Raketen und des Seiles in S' denen vor dem Start, also sind deren Ruhelängen hier unverändert geblieben mit L'1 = L1 und L'3 = L3. Jedoch trifft das nicht auf L'2 zu, da der Start der Raketen aus Sicht von S' nicht gleichzeitig erfolgte und auch nicht gleichzeitig endete.
Eine einfache Methode zur Ermittlung der Länge ist nun die Anwendung der räumlichen Lorentz-Transformation. Wenn die Beschleunigung beendet ist, ruhen beide Raketen in S' und verändern folglich ihre Koordinaten nicht mehr. Deswegen kann die Länge durch Subtraktion der transformierten x-Koordinaten bestimmt werden. Wenn xA und xA + L2 die Befestigungspunkte in S sind, ergeben sich die entsprechenden Orte im neuen Ruhesystem S' mit:
{\displaystyle {\begin{aligned}x'_{A}&=\gamma \left(x_{A}-vt\right)\\x'_{B}&=\gamma \left(x_{A}+L_{2}-vt\right)\\L'_{2}&=x'_{B}-x'_{A}\\&=\gamma L_{2}.\end{aligned}}}
Eine andere Methode ist, die Zeitdifferenz der Beschleunigung von A und B (in S gleichzeitig bei {\displaystyle t_{A}=t_{B}}) aufgrund der Relativität der Gleichzeitigkeit gemäß der Lorentz-Transformation zu berechnen:
{\displaystyle {\begin{aligned}\Delta t'&=t'_{B}-t'_{A}=\gamma \left(t_{B}-{\frac {vx_{B}}{c^{2}}}\right)-\gamma \left(t_{A}-{\frac {vx_{A}}{c^{2}}}\right)\\&={\frac {\gamma vL_{2}}{c^{2}}}.\end{aligned}}}
Vor der Beschleunigung ist die ursprüngliche Ruhelänge in S aus Sicht von S' gemäß der Kontraktionsformel auf {\displaystyle L'_{alt}=L_{2}/\gamma } verkürzt. Wird angenommen, dass die nun folgende Beschleunigung von S nach S' unendlich schnell verläuft, wird zuerst B in S' stoppen, während A sich mit v für die Dauer von {\displaystyle \Delta t'} von B entfernt, bis es ebenfalls zur Ruhe kommt. Die Vergrößerung des Abstandes ergibt sich also wie vorher mit:
{\displaystyle {\begin{aligned}L'_{2}&=L'_{alt}+v\Delta t'={\frac {L_{2}}{\gamma }}+{\frac {\gamma v^{2}L_{2}}{c^{2}}}\\&=\gamma L_{2}.\end{aligned}}}
Dies ist auch in Übereinstimmung mit der Beobachtung im Laborsystem S, wo alle Ruhelängen der nun bewegten Körper gemäß der Kontraktionsformel L = L' / γ verkürzt sind:
{\displaystyle {\begin{aligned}L_{1\mathrm {kontr.} }&=L_{1}'/\gamma ,\\L_{2\mathrm {kontr.} }&=L_{2}'/\gamma =\gamma L_{2}/\gamma =L_{2},\\L_{3\mathrm {kontr.} }&=L_{3}'/\gamma .\end{aligned}}}
Da das Seil und somit {\displaystyle L_{3\mathrm {kontr.} }} kleiner geworden ist, während {\displaystyle L_{2\mathrm {kontr.} }} unverändert geblieben ist, reißt auch in S das Seil. Der Umstand, dass der Abstand zwischen den Raketen aufgrund derselben Beschleunigung unverändert bleibt ({\displaystyle L_{2\mathrm {kontr.} }=L_{2}}), ist somit in Übereinstimmung mit der Lorentzkontraktion bewegter Längen, da die in S' um γ vergrößerte Länge um genau denselben Faktor in S verkürzt gemessen wird, was sich aufhebt.

## Bedeutung der Längenkontraktion
Es gibt unterschiedliche Auffassungen darüber, ob dieses Ergebnis etwas über die „physikalische Realität“ der Längenkontraktion aussagt oder nicht:
Dewan & Beran und Bell selbst sahen das Ergebnis des Paradoxons als Beweis für die physikalische Realität der Längenkontraktion an. Bell wies beispielsweise darauf hin, dass die Längenkontraktion und das Reißen des Seiles eine Konsequenz der Maxwellschen Elektrodynamik ist, was anhand der elektromagnetischen intermolekularen Felder und Kräfte, welche die Körper zusammenhalten, demonstriert werden kann. Aus Sicht von S sind diese Felder und Kräfte aufgrund der Bewegung deformiert und führen zur Kontraktion aller in S' mitbewegten Körper, während der Abstand aufgrund gleicher Beschleunigung unverändert bleibt – das Seil reißt. In S' wo die Körper nach der Beschleunigung ruhen, sind diese Felder und Kräfte unverändert und sorgen für eine gleichbleibende Ruhelänge von Seil und Raketen, und nur der Abstand zwischen den Raketen ist größer geworden aufgrund ungleichzeitiger Beschleunigung – das Seil reißt. Es ergeben sich dann obige Formeln für Lneu. (Der allgemeine Zusammenhang zwischen Elektrodynamik und Lorentz-Transformation wurde beispielsweise von Richard Feynman aufgezeigt, wonach die Lorentz-Transformation aus dem Potential einer mit konstanter Geschwindigkeit bewegten Ladung, dem Liénard-Wiechert-Potential, hergeleitet werden kann. Er wies auch auf den historischen Umstand hin, dass Hendrik Antoon Lorentz die Lorentz-Transformation ebenfalls auf eine ähnliche Weise herleitete, siehe Geschichte der Lorentz-Transformation).
Autoren wie Petkov (2009) und Franklin (2009) interpretieren dieses Paradoxon allerdings auf etwas andere Weise. Sie stimmen mit dem Ergebnis überein, dass in S' das Seil aufgrund der Zunahme der Abstandes zwischen den Raketen wegen ungleicher Beschleunigung reißt. Hingegen die Längenkontraktion in S (und in anderen Bezugssystemen) dürfe nicht als Ursache für die dort ebenfalls auftretenden Spannungen im Seil angesehen werden. Denn die Längenkontraktion ist bloß das Ergebnis einer Rotation in einem vierdimensionalen Raum mittels der Lorentz-Transformation, und durch bloße Koordinatentransformationen könnten keine realen physikalischen Effekte erzeugt oder zum Verschwinden gebracht werden. Unabhängig von der Wahl des Bezugssystems ist der Grund für das Reißen des Seiles, dass die Verläufe der Weltlinien der Raketen durch die Beschleunigung verändert werden (siehe obiges Minkowski-Diagramm). Deswegen ist in S' der Abstand zwischen den Raketen vergrößert während das Seil gleich lang bleibt, und auch in allen anderen Inertialsystemen unterscheidet sich die gemessene Länge des Seiles vom Raketenabstand.

## Geschichte und Veröffentlichungen
Bereits 1959 beschrieben E. Dewan und M. Beran eine Variante des zugrunde liegenden Problems korrekt. Das Ergebnis wurde in von Zeit zu Zeit wieder aufkommenden Debatten in Frage gestellt. 1962 veröffentlichte P. J. Nawrocki einen Aufsatz, der der Analyse von E. Dewan und M. Beran widersprach. E. Dewan verteidigte seine Analyse 1963. 1976 beschrieb John Bell das Problem, das seitdem das bellsche Raumschiffparadoxon genannt wird. Bell bezog sich dabei auf eine Diskussion des Paradoxons im CERN-Cafe. Der Standarderklärung widersprach ein namhafter Experimentalphysiker und auch in der anschließenden Umfrage in der Theorie-Abteilung des CERN war eine Mehrheit spontan der Meinung, das Seil werde nicht reißen. Bell fügte hinzu, dass das Ergebnis dann verständlich werde, wenn berücksichtigt wird, dass der gegenseitige Abstand im Ruhesystem der Raketen größer wird. T. Matsuda und A. Kinoshita berichteten 2004 von einer regen Kontroverse in japanischen Physik-Journalen, nachdem sie dort die von ihnen ebenfalls vertretene Standarderklärung des Paradoxons (siehe oben) veröffentlicht hatten. Matsuda und Kinoshita schlossen mit der Feststellung, dass es selbst nach hundert Jahren Relativitätstheorie immer noch Physiker gebe, welche die wirkliche Bedeutung der Längenkontraktion nicht verstanden hätten.
Die meisten Veröffentlichungen stimmen allerdings überein, dass das Seil reißen wird, wobei das Paradoxon in diversen Reformulierungen, Modifizierungen und verschiedenen Szenarien dargestellt wird. Beispielsweise von Evett & Wangsness (1960),
Dewan (1963),
Romain (1963),
Evett (1972),
Gershtein & Logunov (1998),
Tartaglia & Ruggiero (2003),
Cornwell (2005),
Flores (2005),
Semay (2006),
Styer (2007),
Freund (2008),
Redzic (2008),
Peregoudov (2009),
Redžić (2009),
Gu (2009),
Petkov (2009),
Franklin (2009),
Miller (2010),
Fernflores (2011),
Kassner (2012).
Ein ähnliches Problem wurde auch in Bezug auf Winkelbeschleunigungen diskutiert: Grøn (1979),
MacGregor (1981),
Grøn (1982, 2003).